# Ermengarda Zutphenska
Ermengarda Zutphenska (umrla 1138) je bila grofica Zutphena (1122–1138), ki je nasledila svojega starejšega brata Henrika II. Zutphenskega (njena druga dva brata sta vstopila v meniške redove). Njuna starša sta bila Oton II., grof Zutphenski in Judita Arnsteinska.
Prvič se je okoli leta 1116 poročila z Gerhardom II. († 1131), grofom Gelderskim in Wassenberškim, in imela :
- Henrik I. (*1117 † 1182), grof Gelderski in Zutphenski
- Adélajda, poročena z Ekbertom, grofom Teklenburškim
- Saloma († 1167), poročena s Henrikom I., grofom Wildeshausenskim

Po smrti njenega moža leta 1131 je njun sin Henrik podedoval oba naslova - grof Zutphenski in grof Gelderski. Ovdovela se je znova leta 1134 poročila s Konradom II. († 1136), luksemburškim grofom, vendar je zakon ostal brez otrok.